# Ferrari Purosangue
A Ferrari Purosangue (F175 típus) a Ferrari S.p.A. olasz autógyártó nagy teljesítményű SUV-ja, amelyet 2022. szeptember 13-án mutattak be. Ez a Ferrari első SUV-ja és sorozatgyártású 4 ajtós járműve, amely többek között olyan más nagyteljesítményű városi terepjárókkal versenyez, mint a Lamborghini Urus, az Aston Martin DBX, a Maserati Levante, a Porsche Cayenne, a Range Rover SVR, a Bentley Bentayga vagy a Rolls-Royce Cullinan. A Purosangue ugyanarra a platformra épül, mint a Ferrari Roma kupé, és fastback stílusú, elölről nyíló, elektromosan nyitható hátsó ajtókkal rendelkezik. Ez a kialakítás segíti a hátsó ülésre való be- és kiszállást.

## Eredettörténet

#### Nevének eredete
A Ferrari Purosangue a lófajtáról kapta a nevét. 2020-ban a Ferrari megpróbálta levédetni a "Purosangue" elnevezést, azonban egy szervezet, a Purosangue Alapítvány megakadályozta, hogy a Ferrari levédesse a nevet, és ennek eredményeként az autógyártó pert indított a szervezet ellen a névhasználati jogokért, amely március 5-én bíróság elé került.

#### Fejlesztés
Egy F175 kódnevű Ferrari SUV fejlesztése 2017-ben elkezdődött, amire az akkori Ferrari vezérigazgatója Sergio Marchionne is utalt, majd 2018 szeptemberében hivatalosan is megerősítették az információt. 2022. szeptember 13-án mutatták be a Purosangue-t, a 2023-as modellévre.
A Ferrari Purosangue tesztpéldányáról készült kémfotók először 2018. október 22-én jelentek meg az interneten, a prototípus egy Ferrari GTC4Lusso-t használt. 2022 februárjában kiszivárgott képeken jelent meg a Ferrari Purosangue. Egy hónappal később a Ferrari nyilvánosságra hozott egy részleges képet a Purosangue-ról. A vállalat úgy döntött, hogy a Maranellóban évente gyártott összes autó 20 százalékára, azaz legfeljebb évi 3000 darabra korlátozza a gyártását.

#### Külső, belső
Az autó az SUV-koncepció sajátos értelmezését mutatja be, amely inkább a crossoverek világa felé hajlik a shooting-brake-ekre és ferdehátúakra emlékeztető térfogata, valamint a Grand Touringra jellemző konnotációk, például a hátrahúzott utastér jelenléte miatt. Az orr-részen osztott fényszórók találhatók, felül LED-es nappali menetfényekkel, amelyeket egy vékony légbeömlő köt össze, amely a Ferrari-jelvény magasságában egy oldalsó csatornába torkollik, alul pedig a fő lámpatestek, a táncoló ló logóját viselő hűtőráccsal és a két oldalsó légbeömlővel együtt. Az oldalnézetre viszont a magas övvonal és a kontrasztos színű kerékjárati ívek jelenléte jellemző, amelyek a többi karosszériától való leválást jelzik, a 308 GTS-hez hasonlóan szekrényszerűen nyíló ajtókkal felszerelve, amelyek hátsó kilincsét az ajtókeretbe integrálták; hátul viszont a 296 GTB-hez hasonló, LED-csíkkal összekötött két oldalsó lámpa, a beépített spoilerrel ellátott hátsó ajtó és a mindkét oldalon egy-egy iker-kipufogó párral ellátott diffúzor található.
Az utastérben négy négyszemélyes ülés, elektronikusan sötétíthető napfénytető és 473 literes csomagtartó-kapacitás található, amelyhez az elektromosan nyitható hátsó ajtón keresztül lehet hozzáférni. A műszerfalon nincs központi képernyő a multimédiás rendszer számára, helyette egy kihúzható érintőképernyő van a helyén, amely más érintőképernyős gombokkal együtt a légkondicionálót vezérli; az utasok előtt egy 10 colos képernyő, míg a vezető műszerezettsége egy 16 colos digitális kijelzőből áll.

#### Műszaki adatok
A Purosangue 6,5 literes F140IA V12-es benzinmotorral rendelkezik, amelynek maximális teljesítménye 533 kW (715 LE; 725 LE) 7 750 fordulat/percnél, maximális forgatónyomatéka 716 N⋅m (73,0 kg⋅m; 528 lb⋅ft) 6 250 fordulat/percnél. A Purosangue-t a Ferrari 812 Superfastból származó szárazdugattyús motor hajtja, de alaposan átdolgozták, új forgattyú- és vezérműtengelyekkel, hogy illeszkedjen a teljesen más karosszériához. A Ferrari szerint 3,3 másodperc alatt gyorsul 100 km/h-ra, a végsebessége pedig 311 km/h.
A szokatlan összkerékhajtás ugyanaz a rendszer, amelyet az FF-ben vezettek be, és később a GTC4 Lussóban is használtak; csak az első négy fokozatban és körülbelül 200 km/h (124 mph) sebességig működik, és csak ezen sebesség felett hajtja a hátsó kerekeket. Az összkerékkormányzás szériafelszerelés. A motorhoz a Ferrari DCT nyolcfokozatú, szárazdugattyús sebességváltó kapcsolódik, amely a Ferrari SF90 Stradale váltójával rokon, és 15 mm-rel alacsonyabbra van beépítve, mint a GTC4 Lusso esetében, ami 35 százalékos teljesítménynövekedést tesz lehetővé az új kuplungoknak köszönhetően, amelyek akár 1200 N-m-et is képesek elviselni a sebességváltások során. Pontosan a GT4 Lussótól származik az összkerékhajtás, amely két sebességváltóból áll, egy hátulra szerelt nyolcfokozatú transaxle-ből és egy második, elölre szerelt, közvetlenül a motorhoz két fokozatban csatlakozó másikból. Így a súlyelosztás elöl 49 százalékos, hátul 51 százalékos.
Ami a felfüggesztést illeti, minden lengéscsillapítóra egy 48 V-os elektrohidraulikus működtető van felszerelve, amely másodpercenként akár 15-ször is képes autonóm módon beállítani a magasságot és a merevséget sűrítés és visszahúzás közben. A 812 Superfastból származó négykerék-kormányzási rendszer is jelen van.

## Galéria

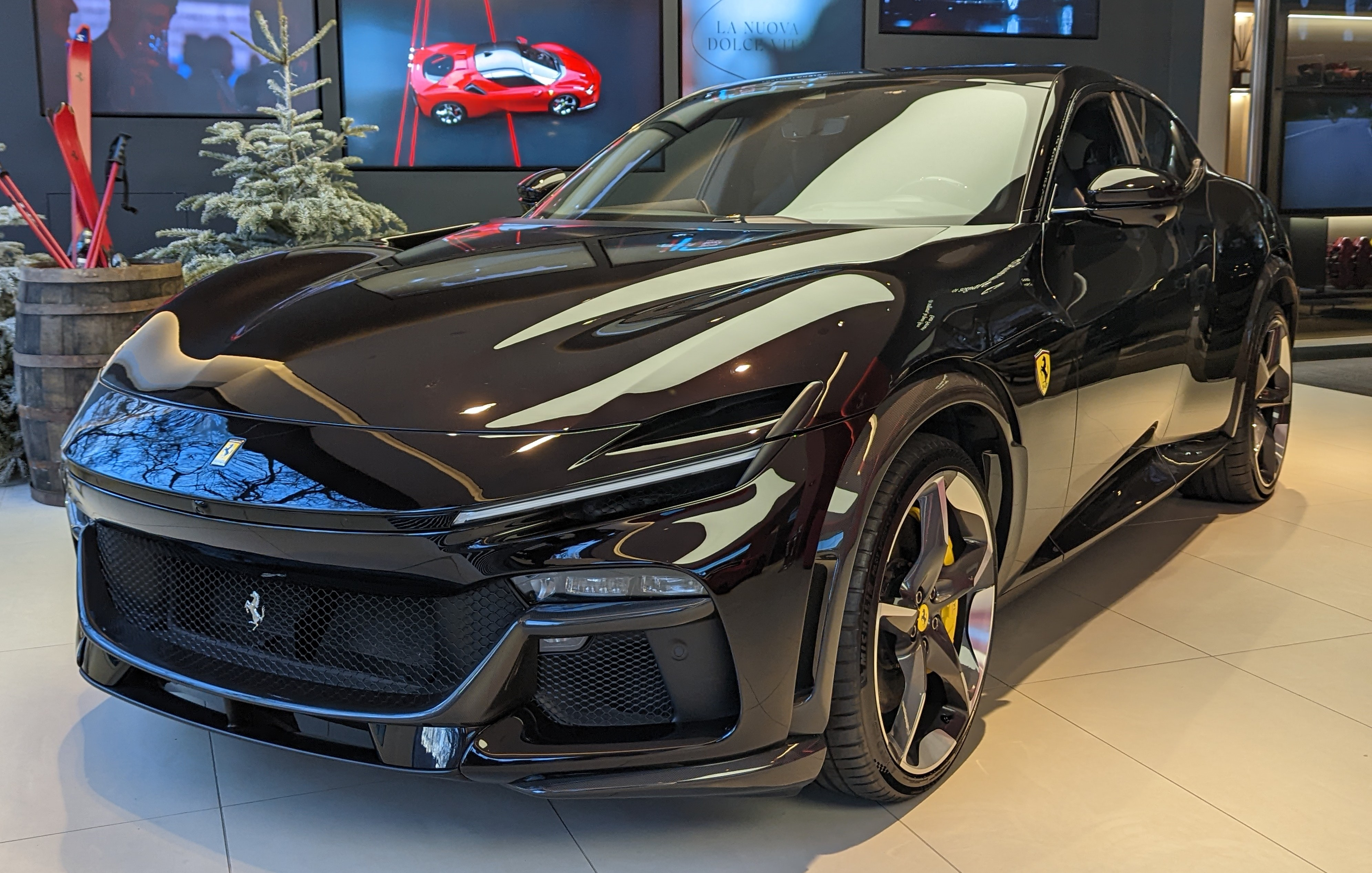
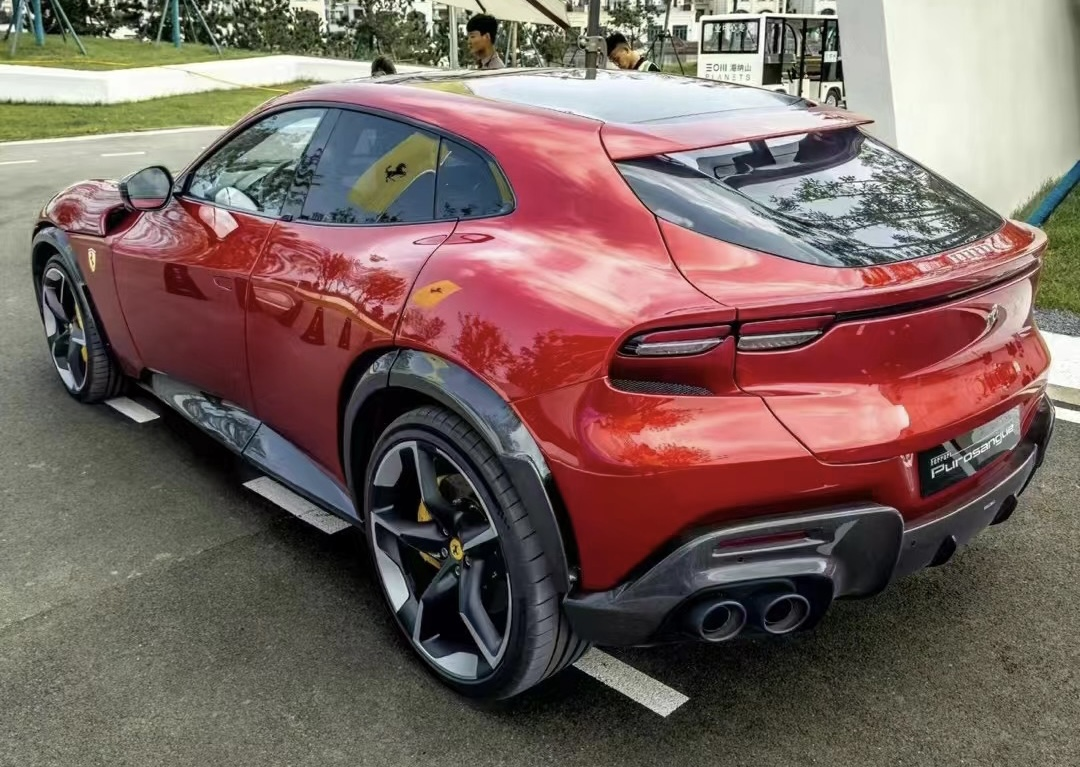
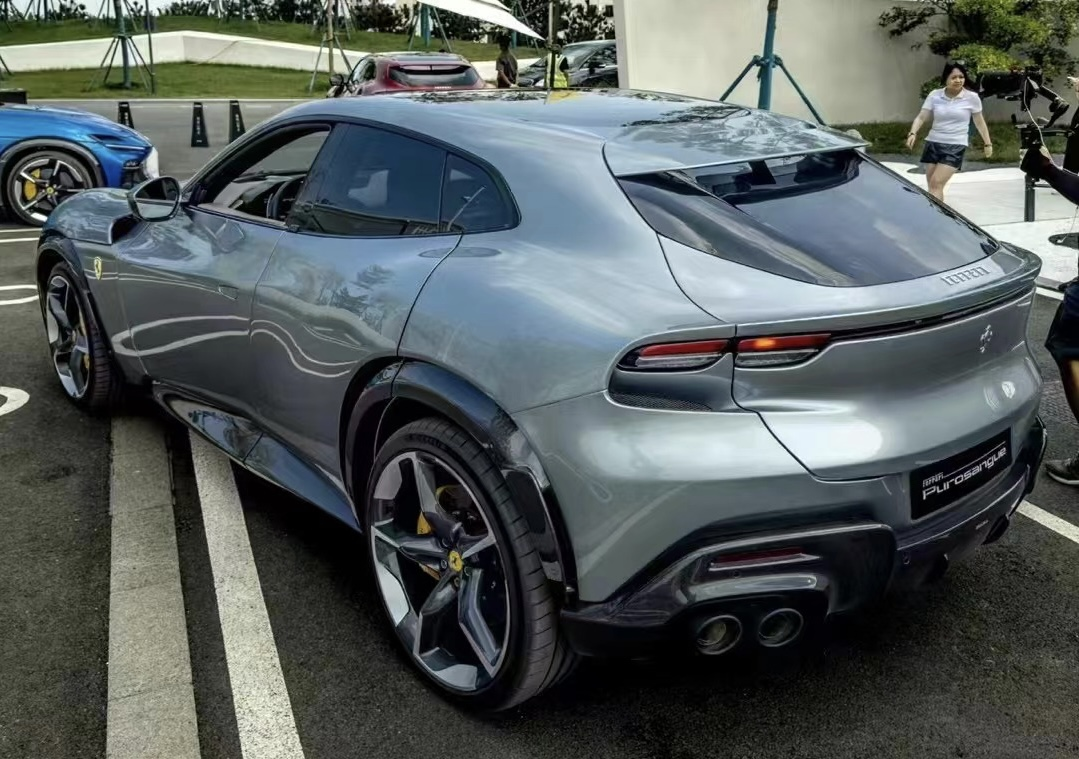